# Icel af Mercia
Icel (ca. 460-ca. 535), også stavet Icil, er en sagnkonge over Mercia. Han var angiveligt søn af Eomer (443–489), den sidste konge over anglerne i Anggel. Icel ledte sit folk over Nordsøen til Storbritannien omkring år 515 under den angelsaksiske bosættelse i Storbritannien. Icel havde navn fra sin farfars familie; Iclingas.